# Сент-Пол (острів)
Сент-Пол (англ. St. Paul Island, фр. Île Saint-Paul) — невеликий безлюдний острів, розташований приблизно за 24 км на північний схід від мису Норт на острові Кейп-Бретон та за 71 км на північний захід від мису Рей на Ньюфаундленді. Він лежить приблизно на межі між акваторіями затоки Святого Лаврентія та протоки Кабота. Адміністративно належить до графства Вікторія в провінції Нова Шотландія і є найпівнічнішою частиною цієї провінції.

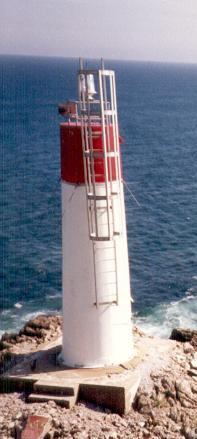
Маяк на острові Сент-Пол

## Опис
Довжина острова Сент-Пол становить приблизно 4,8 км, а його ширина у найширшому місці становить 1,6 км. Острів складений з гранітів, геологічно він є продовженням Аппалачів та Кейп-Бретонського нагір'я. Його найвищою вершиною є гора Крогган висотою 147 м. Скелясте узбережжя острова назвичайно порізане. Вузька протока, заповнена морською водою, відділяє крайню північну частину від решти острова.

## Природа
Острів вкритий густим невисоким хвойним лісом. Єдиними наземними ссавцями, що населяють острів, є кролики, яких випустили на волю після створення рятувальної станції наприкінці 1800-х років. Тут також зустрічаються численні морські птахи та рідкісні канадські дрозди-короткодзьоби (Catharus bicknelli). У внутрішній частині острова є два невеликі озера — Езель і Лена, зариблені фореллю. 
Острів є важливою орнітологічною територією. Його екосистема вважається крихкою, і через небезпеку, яку становить відвідування острова, візити повинні бути попередньо погоджені з канадською береговою охороною, яка керує островом від імені уряду Канади.

## Історія
В минулому острів Сент-Пол був відомий як "Кладовище затоки" (затоки Святого Лаврентія), оскільки протягом більшої частини навігаційного сезону він вкритий туманом, і тому становив значну небезпеку в епоху вітрильних суден. Дуже ймовірно, що острів відвідували індіанці з племені мікмаків, але, окрім усних переказів, немає підтверджених доказів цього. Вперше острів відкрив у 1497 році італієць Джон Кабот, який перебував на англійській службі.
У 1839 році на острові було вперше споруджено маяк, який згорів у 1916 році. Його замінили чавунним циліндричним маяком у 1917 році, а він, у свою чергу, у 1962 році був замінений автоматизованою системою, яка працює на сонячній енергії. До кінця 1950-х років на острові жили оператори маяка та радіостанції з родинами, однак наразі острів відвідують рідко. Сюди регулярно прилітають гелікоптери канадської берегової охорони з метою технічного обслуговування. Раніше на острові була бездротова радіостанція Марконі, і її час від часу відвідують радіоаматори, які використовують позивний CY9. Серед інших відвідувачів трапляються спостерігачі за птахами та аквалангісти.

## Клімат
На острові Сент-Пол панує морський субарктичний клімат (Dfc за класифікацією кліматів Кеппена) або вологий континентальний клімат (Dfb за класифікацією Кеппена). У рідкісних випадках температура може швидко і ненадовго піднятися, коли південно-західні вітри, що дмуть з Кейп-Бретона, досягають острова. Найвища температура, коли-небудь зареєстрована на острові Сент-Пол, становила 30,0 °C (14 серпня 1944). Найнижче температура на острові опускалася до −23,3 °C, що було зафіксовано 29 грудня 1933 року, 10 лютого 1934 року та 6 лютого 1950 року.
| Клімат Сент-Пола (екстремуми від 1928 року) | Клімат Сент-Пола (екстремуми від 1928 року) | Клімат Сент-Пола (екстремуми від 1928 року) | Клімат Сент-Пола (екстремуми від 1928 року) | Клімат Сент-Пола (екстремуми від 1928 року) | Клімат Сент-Пола (екстремуми від 1928 року) | Клімат Сент-Пола (екстремуми від 1928 року) | Клімат Сент-Пола (екстремуми від 1928 року) | Клімат Сент-Пола (екстремуми від 1928 року) | Клімат Сент-Пола (екстремуми від 1928 року) | Клімат Сент-Пола (екстремуми від 1928 року) | Клімат Сент-Пола (екстремуми від 1928 року) | Клімат Сент-Пола (екстремуми від 1928 року) | Клімат Сент-Пола (екстремуми від 1928 року) |
| Показник                                    | Січ.                                        | Лют.                                        | Бер.                                        | Квіт.                                       | Трав.                                       | Черв.                                       | Лип.                                        | Серп.                                       | Вер.                                        | Жовт.                                       | Лист.                                       | Груд.                                       | Рік                                         |
| Абсолютний максимум, °C                     | 16,5                                        | 12,8                                        | 13,9                                        | 17,3                                        | 22,2                                        | 26,7                                        | 28,3                                        | 30,0                                        | 26,7                                        | 23,3                                        | 19,9                                        | 14,9                                        | 30,0                                        |
| Середній максимум, °C                       | −2                                          | −3                                          | −1                                          | 2                                           | 7                                           | 12                                          | 18                                          | 20                                          | 16                                          | 11                                          | 5                                           | 1                                           | 7                                           |
| Середня температура, °C                     | −5                                          | −6                                          | −4                                          | 0                                           | 4                                           | 9                                           | 15                                          | 16                                          | 13                                          | 8                                           | 2                                           | −2                                          | 4                                           |
| Середній мінімум, °C                        | −8                                          | −10                                         | −7                                          | −2                                          | 1                                           | 6                                           | 12                                          | 13                                          | 10                                          | 5                                           | 0                                           | −4                                          | 1                                           |
| Абсолютний мінімум, °C                      | −22,8                                       | −23,3                                       | −21,7                                       | −14,4                                       | −3,9                                        | −0,6                                        | 4,4                                         | 5,6                                         | 2,8                                         | −4,4                                        | −11,1                                       | −23,3                                       | −23,3                                       |
| Норма опадів, мм                            | 108.9                                       | 87.8                                        | 86.2                                        | 92.7                                        | 93.2                                        | 97.2                                        | 94.0                                        | 108.0                                       | 103.2                                       | 122.2                                       | 138.2                                       | 120.0                                       | 1251.6                                      |
| Вологість повітря, %                        | 94                                          | 96                                          | 95                                          | 94                                          | 90                                          | 89                                          | 90                                          | 89                                          | 89                                          | 88                                          | 91                                          | 93                                          | 92                                          |
| ------------------------------------------- | ------------------------------------------- | ------------------------------------------- | ------------------------------------------- | ------------------------------------------- | ------------------------------------------- | ------------------------------------------- | ------------------------------------------- | ------------------------------------------- | ------------------------------------------- | ------------------------------------------- | ------------------------------------------- | ------------------------------------------- | ------------------------------------------- |